# Costelytra austrobrunneum
Costelytra austrobrunneum är en skalbaggsart som beskrevs av Given 1952. Costelytra austrobrunneum ingår i släktet Costelytra och familjen Melolonthidae. Inga underarter finns listade i Catalogue of Life.